# Rossella Ratto
Rossella Ratto (Moncalieri, Piemont, 20 d'octubre de 1993) és una ciclista italiana. Professional des del 2012, actualment a l'equip Cylance Pro Cycling. Després d'aconseguir certs èxits en categoria júnior i sub-23, el 2013, va guanyar la medalla de bronze als Campionats del Món en ruta.
És germana, per part de pare, de també ciclista Daniele Ratto.

## Palmarès
- 2011
  -  Campiona d'Europa júnior en Ruta
  -  Campiona d'Europa júnior en Contrarellotge
- 2014
  - 1a al Giro de l'Emília
  - Vencedora d'una etapa al The Women's Tour
- 2016
  - 1a al Winston Salem Cycling Classic